# Ревизор (комедия)
«Ревизо́р» — комедия в пяти действиях русского писателя Николая Васильевича Гоголя. Годом написания считается 1835 год, однако окончательные правки в свое произведение Н. В. Гоголь внёс в 1842 году.
Темой этой комедии социально-сатирической направленности являются пороки общества, чиновничество и его бездеятельность, лицемерие, духовная бедность, общечеловеческая глупость.

## История создания

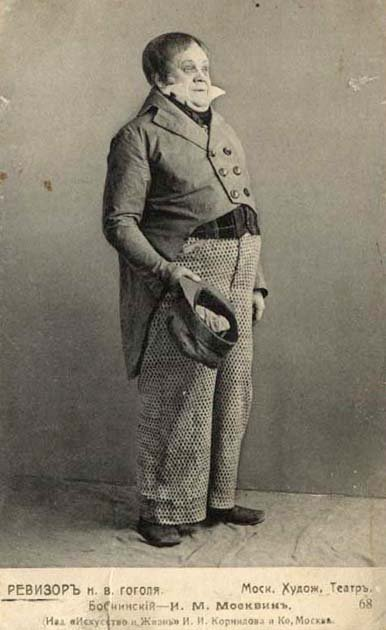
Иван Москвин в роли Бобчинского

Работу над пьесой Гоголь начал осенью 1835 года. Традиционно считается, что сюжет был подсказан ему А. С. Пушкиным. Подтверждением этому служат воспоминания русского писателя Владимира Соллогуба: «Пушкин познакомился с Гоголем и рассказал ему про случай, бывший в г. Устюжна Новгородской губернии (сейчас — Вологодской области) — о каком-то проезжем господине, выдавшем себя за чиновника министерства и обобравшем всех городских жителей». По другой версии, также описанной В. Соллогубом, за ревизора самого Пушкина 2 сентября 1833 года принял нижегородский генерал-губернатор Бутурлин, когда Александр Сергеевич прибыл в Нижний Новгород для сбора материалов о пугачёвском бунте. В городе Малоархангельске Орловской области бытует легенда о том, что именно там в 1829 году произошли события, легшие в основу «Ревизора». В основе легенды — записанное в 1882 и опубликованное в 1890 году В. В. Птицыным в журнале «Русская старина» предание о том, что Пушкин проезжая через Малоархангельск, остановился вечером на постоялом дворе, а принявшие его за «большое столичное начальство, по крайней мере генерала» городские чиновники всю ночь тревожились в ожидании ревизии и на утро в парадных мундирах и при орденах явились к Пушкину за приказаниями. Проснувшийся не скоро поэт велел своему человеку «Гони их в шею, дураков!».
Существует предположение, что история произведения восходит к рассказам о командировке Павла Свиньина в Бессарабию в 1815. За год до дебюта «Ревизора» на ту же тему была опубликована сатирическая повесть А. Ф. Вельтмана «Неистовый Роланд». Ещё раньше начала ходить в рукописи написанная Г. Ф. Квиткой-Основьяненко в 1827 году комедия «Приезжий из столицы, или Суматоха в уездном городе». По всей видимости Гоголь был знаком с ней и сходной литературной традицией в период работы над «Ревизором»; о распространённости этой комедии в литературных кругах 1830-х годов можно судить по тому, что А. Ф. Вельтман в начале 1835 года печатает в «Библиотеке для чтения» полукомедию, полуновеллу — «Провинциальные актёры», где влияние комедии Квитки-Основьяненко заметнее, чем в «Ревизоре». Литературоведы замечали определённое сходство с «Ревизором» в повести Василия Нарежного «Заморский принц», опубликованной в 1824 году в составе сборника «Новые повести».
Во время работы над пьесой Гоголь неоднократно писал А. С. Пушкину о ходе её написания, порой желая её бросить, но Пушкин настойчиво просил его не прекращать работу.
В январе 1836 Гоголь читал комедию у Василия Жуковского в присутствии большой группы литераторов, среди которых были А. С. Пушкин, П. А. Вяземский и многие другие. Тургенев вспоминал о том вечере:

читал Гоголь превосходно…, поразил меня чрезвычайной простотой и сдержанностью манеры, какой-то важной и в то же время наивной искренностью, которой словно и дела нет — есть ли тут слушатели и что они думают. Казалось, Гоголь только и заботился о том, как бы вникнуть в предмет, для него самого новый, и как бы вернее передать собственное впечатление. Эффект выходил необычайный.

Пушкин и Жуковский были в полном восхищении, но многие не увидели или не захотели увидеть за классической ширмой типичного сюжета «комедии ошибок» общественный фарс, в котором за уездным городком обозначена вся Россия.

Впоследствии он (Барон Розен) гордился тем, что когда Гоголь, на вечере у Жуковского, в первый раз прочёл своего «Ревизора», он один из всех присутствовавших не показал автору ни малейшего одобрения и даже ни разу не улыбнулся, и сожалел о Пушкине, который увлёкся этим оскорбительным для искусства фарсом и во всё время чтения катался от смеха.
В мнении о «Ревизоре» два драматических писателя-врага, Кукольник и Розен, всегда иронически посматривавшие друг на друга и ни в чём не сходившиеся, сошлись совершенно.
— И. И. Панаев. «Литературные воспоминания»
Сам Гоголь так отзывался о своей работе:

В «Ревизоре» я решился собрать в одну кучу всё дурное в России, какое я тогда знал, все несправедливости, какие делаются в тех местах и в тех случаях, где больше всего требуется от человека справедливости, и за одним разом посмеяться над всем.

Сценическая судьба пьесы сложилась не сразу. Добиться разрешения на постановку удалось лишь после того, как Жуковский сумел убедить лично императора Николая I, что «в комедии нет ничего неблагонадёжного, что это только весёлая насмешка над плохими провинциальными чиновниками», пьеса была допущена к постановке. На её премьере присутствовал государь, хохотал от души и по окончании пьесы громогласно заявил: «Тут всем досталось, а больше всего — мне!» С тех пор до конца жизни Гоголь получал от Николая I финансовые субсидии, которые испрашивал для него Жуковский.
Вторая редакция пьесы относится к 1842 году.

## Действующие лица
- Антон Антонович Сквозник-Дмухановский, городничий
- Анна Андреевна, жена его
- Марья Антоновна, дочь его
- Лука Лукич Хлопов, смотритель училищ.
- Жена его.
- Аммос Фёдорович Ляпкин-Тяпкин, судья.
- Артемий Филиппович Земляника, попечитель богоугодных заведений.
- Иван Кузьмич Шпекин, почтмейстер.
- Пётр Иванович Добчинский, Пётр Иванович Бобчинский — городские помещики.
- Иван Александрович Хлестаков, чиновник из Петербурга.
- Осип, слуга его.
- Христиан Иванович Гибнер, уездный лекарь.
- Фёдор Иванович Люлюков, Иван Лазаревич Растаковский, Степан Иванович Коробкин — отставные чиновники, почётные лица в городе.
- Степан Ильич Уховертов, частный пристав.
- Свистунов, Пуговицын, Держиморда — полицейские.
- Абдулин, купец.
- Февронья Петровна Пошлепкина, слесарша.
- Жена унтер-офицера.
- Мишка, слуга городничего.
- Слуга трактирный.
- Гости и гостьи, купцы, мещане, просители

## Сюжет

### Действие 1
В небольшом уездном городке погрязшее во взятках и казнокрадстве градоначальство, начиная с городничего Антона Антоновича Сквозник-Дмухановского, из полученного городничим письма узнаёт о приезде инкогнито из Петербурга ревизора, и в страхе ожидает его прибытия. Городничий собирает у себя в доме чиновников, читает им письмо и даёт указания подготовиться к приезду проверяющего. Городские помещики Бобчинский и Добчинский, случайно узнав о появлении в гостинице неплательщика Хлестакова, решают, что это и есть ревизор, и докладывают о нём городничему. Начинается переполох. Все чиновники и официальные лица суетливо бросаются прикрывать свои грехи. Антон Антонович сам некоторое время находится в растерянности, но быстро приходит в себя и понимает, что нужно самому идти на поклон к ревизору.

### Действие 2
Иван Александрович Хлестаков, мелкий чиновник (коллежский регистратор, самый низкий чин в Табели о рангах), следует из Петербурга в Саратов со своим слугой Осипом. По пути Хлестаков проигрывается в карты и остаётся без денег. Голодный Хлестаков, устроившийся в самом дешёвом номере гостиницы, размышляет, где бы раздобыть еды и денег. Он вымаливает обед из супа и жарко́го у трактирного слуги, а получив желаемое, выражает неудовольствие количеством и качеством блюд. Появление городничего в номере Хлестакова является для него неприятной неожиданностью. Поначалу он думает, что на него, как неплатёжеспособного гостя, донёс хозяин гостиницы. Городничий сам откровенно робеет, полагая что разговаривает с важным столичным чиновником, который приехал с тайной миссией ревизии состояния дел в городе. Городничий, думая, что Хлестаков — ревизор, предлагает ему взятку. Хлестаков, думая, что городничий — добросердечный и порядочный гражданин, принимает от него взаймы. «Я-таки ему вместо двухсот четыреста ввернул», — радуется городничий. Тем не менее, он решает прикинуться дурачком, чтобы побольше выпытать сведений о Хлестакове. «Он хочет, чтобы его считали инкогнито», — думает про себя городничий. — «Хорошо, подпустим и мы турусы, прикинемся, будто совсем не знаем, что он за человек». Но Хлестаков с присущей ему наивностью ведёт себя настолько непосредственно, что градоначальник остаётся ни с чем, не теряя убеждения, однако, что тот — «тонкая штучка» и «с ним нужно держать ухо востро». Тогда у городничего возникает план напоить Хлестакова, и он предлагает осмотреть богоугодные заведения города. Хлестаков соглашается.

### Действие 3
Далее действие продолжается в доме городничего. Изрядно захмелевший Хлестаков, завидев дам — Анну Андреевну и Марью Антоновну, — решает «пустить пыль в глаза». Рисуясь перед ними, он рассказывает небылицы о своём важном положении в Петербурге, и, что самое интересное, он сам верит в них. Он врёт о том, как для «Московского телеграфа» пишет оперы под псевдонимом Барон Брамбеус, как Смирдин, плативший авторам гроши, даёт ему 40000 рублей только за то, что он «правит статьи», как даёт балы с арбузами за семьсот рублей и парижским супом, приехавшим на пароходе (имеются в виду консервы, изобретённые незадолго до создания пьесы), как графы и князья жужжат в его приёмной и как 35000 курьеров прибыли к нему домой предлагать место директора департамента. Он приписывает себе литературные и музыкальные произведения, которые в силу «лёгкости в мыслях необыкновенной», якобы, «в один вечер, кажется, написал, всех изумил», — и даже не смущается, когда Марья Антоновна практически уличает его во лжи. Но вскоре язык отказывается служить порядочно захмелевшему столичному гостю, и Хлестаков с помощью городничего отправляется «отдохнуть».

### Действие 4
На следующий день Хлестаков ничего не помнит, он просыпается не «фельдмаршалом», а коллежским регистратором. Тем временем, официальные лица города «на военную ногу» выстраиваются в очередь с целью дать взятку Хлестакову, и он, думая, что берёт взаймы (и будучи уверен, что добравшись до своей деревни, он вернёт все долги), принимает деньги от всех, включая Бобчинского и Добчинского, которым, казалось бы, незачем давать ревизору взятку. Хлестаков даже сам выпрашивает деньги, ссылаясь на «престранный случай», что «в дороге совершенно издержался». Далее к Хлестакову прорываются просители, которые «челом бьют на городничего» и хотят заплатить ему натурой (вином и сахаром). Только тогда до Хлестакова доходит, что ему давали взятки, и он наотрез отказывается, оговариваясь, что если бы ему предложили взаймы, он бы взял. Однако слуга Хлестакова Осип, будучи гораздо умнее своего хозяина, понимает, что и натура, и деньги — всё равно взятки, и забирает всё у купцов, мотивируя это тем, что «и верёвочка в дороге пригодится». Выпроводив последнего гостя, успевает поухаживать за женой и дочерью Антона Антоновича. И, хотя они знакомы всего один день, просит руки дочери городничего и получает согласие родителей. Осип настоятельно рекомендует Хлестакову быстро убираться из города, пока не вскрылся обман. Хлестаков уезжает, напоследок отправив своему другу Тряпичкину письмо с местной почты.

### Действие 5

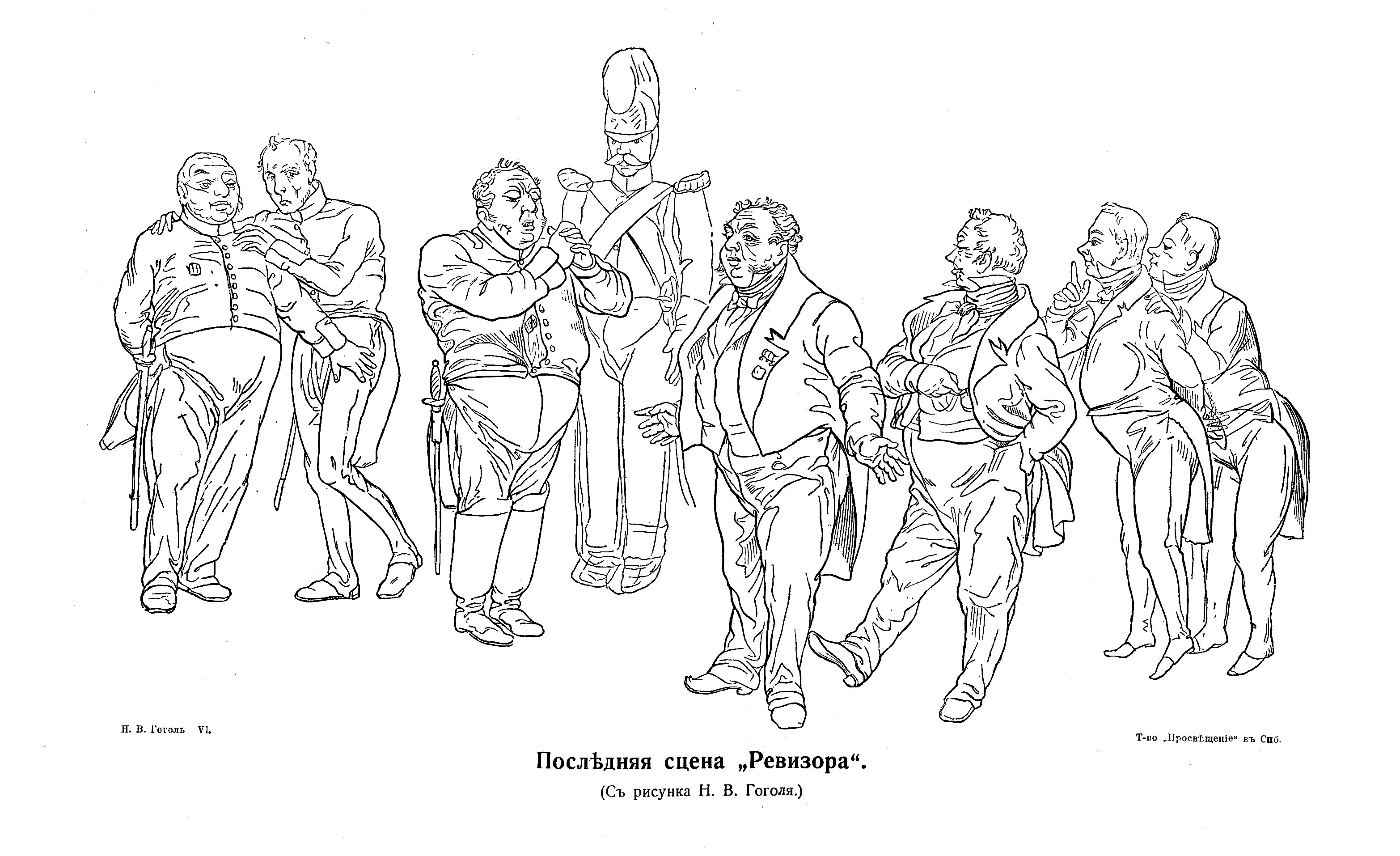
Собственноручный рисунок Гоголя к последней сцене Ревизора. 1836 год

Городничий и его окружение облегчённо переводят дух. В своих фантазиях городничий уже видит себя генералом и живёт в Петербурге. Вознесясь на недосягаемые высоты, он решает «задать перца» купцам, которые ходили жаловаться на него Хлестакову. Он куражится над ними и обзывает последними словами, но стоило купцам пообещать богатое угощение на помолвку (а в дальнейшем — и на свадьбу) Марьи Антоновны с Хлестаковым, как городничий их всех простил. Он собирает полный дом гостей, чтобы объявить всенародно о помолвке Хлестакова с Марьей Антоновной. Анна Андреевна, убеждённая в том, что породнилась с большим столичным начальством, в полном восторге и начинает вести себя заносчиво с теми, кого ещё час назад считала себе ровней. Но далее происходит неожиданное. Почтмейстер местного отделения по собственной инициативе вскрыл письмо Хлестакова, и из него явствует, что инкогнито оказался пустышкой. Обманутый городничий ещё не успел прийти в себя после такого удара, когда приходит следующая новость. Остановившийся в гостинице чиновник из Петербурга требует всех собравшихся к себе.
Всё заканчивается немой сценой…

## Художественные особенности
До Гоголя в традиции русской литературы в тех её произведениях, которые можно было назвать предтечей русской сатиры XIX века (например, «Недоросль» Фонвизина), было характерно изображать как отрицательных, так и положительных героев. В комедии «Ревизор» фактически положительных героев нет. Их нет даже вне сцены и вне сюжета.
Рельефное изображение образа чиновников города и прежде всего городничего, дополняет сатирический смысл комедии. Традиция подкупа и обмана должностного лица совершенно естественна и неизбежна. Как низы, так и верхушка чиновного сословия города не мыслит иного исхода кроме как подкупить ревизора взяткой. Уездный безымянный городок становится обобщением всей России, который под угрозой ревизии раскрывает подлинную сторону характера главных героев.
Критики также отмечали особенности образа Хлестакова. Выскочка и пустышка, молодой человек легко обманывает многоопытного городничего. Известный литератор Д. Мережковский прослеживал мистическое начало в комедии. Ревизор, как потусторонняя фигура, приходит за душой городничего, воздавая за грехи. «Главная сила дьявола — уменье казаться не тем, что он есть» — так объясняется способность Хлестакова ввести в заблуждение по поводу его истинного происхождения.

## Крылатые фразы «Ревизора»
- Я пригласил вас, господа, с тем, чтобы сообщить вам пренеприятное известие: к нам едет ревизор.
- Оно, конечно, Александр Македонский герой, но зачем же стулья ломать?

## Борьба властей с сатирической направленностью пьесы
Пьеса не была официально запрещена. Но Николай I решил по-своему бороться с комедией. Сразу после премьеры гоголевского «Ревизора» по императорской инициативе было заказано написание пьесы на тот же сюжет, но с другим финалом: все чиновники-казнокрады должны быть наказаны, что, безусловно, ослабило бы сатирическое звучание «Ревизора». Кто был выбран для авторства нового «настоящего» «Ревизора», долгое время не афишировалось. Уже 14 июля 1836 года в Санкт-Петербурге и 27 августа в Москве (аж на открытие сезона 1836/1837 гг.!) состоялись премьерные спектакли комедии «Настоящий ревизор». Имени автора не значилось ни на афишах, ни в печатном издании, вышедшем в том же 1836 году. Через некоторое время появились упоминания, что автор — «некий князь Цицианов». Только в 1985 г. была опубликована книга Р. С. Ахвердян, в которой на основании архивных документов доказывается авторство Д. И. Цицианова. Кроме указанных, больше никаких упоминаний о постановке пьесы Цицианова неизвестно.
В 2018 году власти Сызрани заставили театр снять афиши «Ревизора», из-за подзаголовка «кошмар госчиновника в двух частях». По данным депутата самарской областной думы Михаила Матвеева, несмотря на то, что театр выполнил это требование, директору театра и режиссёру предложили искать новое место работы.

## Постановки
Первые представления шли в первой редакции 1836 года. Профессии театрального режиссёра ещё не существовало, постановками занималась дирекция Императорских театров, сам автор, но интерпретация роли всё же более всего зависела от исполнителей.

### Премьеры

«Как я, нет, как я, старый дурак!»
И. И. Сосницкий — первый исполнитель роли Городничего (с 1836 года)

- 19 апреля [1 мая] 1836 года — Александринский театр: Городничий — И. И. Сосницкий, Анна Андреевна — Е. Я. Сосницкая, Марья Антоновна — В. Н. Асенкова, Ляпкин-Тяпкин — Григорьев 1-й, Земляника — П. И. Толчёнов, Бобчинский — А. Е. Мартынов, Хлестаков — Н. О. Дюр, Осип — А. И. Афанасьев, Пошлёпкина — Е. И. Гусева (Ежова).

Комедия Гоголя поначалу была запрещена, но после апелляции получила высочайшее дозволение к постановке на российской сцене. На премьере присутствовал Николай I. После премьеры «Ревизора» император, по легенде, произнёс: «Ну и пьеса! Всем досталось, а мне более всех!» Похвала царя определила успешную жизнь пьесы на сцене.
Из дневника А. И. Храповицкого (инспектора репертуара русской драматической труппы):

В первый раз «Ревизор». Оригинальная комедия в пяти действиях сочинения Н. В. Гоголя. Государь император с наследником внезапно изволил присутствовать и был чрезвычайно доволен, хохотал от всей души. Пьеса весьма забавна, только нестерпимое ругательство на дворян, чиновников и купечество. Актёры все, в особенности Сосницкий, играли превосходно. Вызваны Сосницкий и Дюр.

«Русская Старина», 1879 г, № 2 и «Материалы» Шенрока, III, с. 31.

Гоголь был разочарован общественными толками и неудачной петербургской постановкой комедии и отказался принимать участие в подготовке московской премьеры. Особенно автор был недоволен исполнителем главной роли. После премьеры в Петербурге Гоголь писал: 
«Дюр ни на волос не понял, что такое Хлестаков. Хлестаков сделался чем-то вроде… целой шеренги водевильных шалунов…».
По свидетельству А. Панаевой (дочери актёра этого театра Я. Г. Брянского, гражданской жены Н. А. Некрасова): «Они [актёры] чувствовали, что типы, выведенные Гоголем в пьесе, новы для них и что пьесу нельзя так играть, как они привыкли».
- 25 мая 1836 года — Малый театр (В Москве первое представление должно было состояться в Большом театре, но под предлогом ремонта спектакль дали на следующий день в Малом): Городничий — Щепкин, Хлестаков — Ленский, Осип — Орлов, Шпекин — Потанчиков, Анна Андреевна — Львова-Синецкая, Марья Антоновна — Самарина, Ляпкин-Тяпкин — П. Степанов, Земляника — М. Румянов, Добчинский — Шумский и Бобчинский — Никифоров.

Перед московской премьерой Гоголь писал Щепкину:
Пб., 10 мая 1836 г.

Я забыл вам, дорогой Михаил Семёнович, сообщить, кое-какие замечания предварительные о «Ревизоре». Во-первых, вы должны непременно, из дружбы ко мне, взять на себя всё дело постановки её. Я не знаю никого из актёров ваших, какой и в чём каждый из них хорош. Но вы это можете знать лучше, нежели кто другой. Сами вы, без сомнения, должны взять роль городничего, иначе она без вас пропадёт. Есть ещё трудней роль во всей пиесе — роль Хлестакова. Я не знаю, выберете ли вы для неё артиста. Боже сохрани, [если] её будут играть с обыкновенными фарсами, как играют хвастунов и повес театральных. Он просто глуп, болтает потому только, что видит, что его расположены слушать; врёт, потому что плотно позавтракал и выпил порядочного вина. Вертляв он тогда только когда подъезжает к дамам. Сцена, в которой он завирается, должна обратить особое внимание. Каждое слово его, то есть фраза или речение, есть экспромт совершенно не ожиданный и потому должно выражаться отрывисто. Не должно упускать из виду, что к концу этой сцены начинает его мало-помалу разбирать. Но он вовсе не должен шататься на стуле; он должен только раскраснеться и выражаться ещё неожиданнее и, чем далее, громче и громче. Я сильно боюсь за эту роль. Она и здесь была исполнена плохо, потому что для неё нужен решительный талант. 
Несмотря на отсутствие автора и полное равнодушие дирекции театра к премьере, спектакль прошёл с огромным успехом. По словам П.Ковалевского, М. С. Щепкин, играя Городничего, «умел найти одну, две ноты почти трагические в своей роли. Так, слова: „Не погубите, жена, дети…“, — произносились им „со слезами и самым несчастным выражением в лице… И этот плут на минуту делается жалок“».
Однако журнал «Молва» охарактеризовал московскую премьеру так: 
«Пьеса, осыпаемая местами аплодисментами, не возбудила ни слова, ни звука по опущению занавеса в противовес петербургской постановке».

Гоголь писал М. С. Щепкину после обеих премьер комедии: 
«Действие, произведённое ею [пьесой „Ревизор“], было большое и шумное. Всё против меня. Чиновники пожилые и почтенные кричат, что для меня нет ничего святого, когда я дерзнул так говорить о служащих людях. Полицейские против меня, купцы против меня, литераторы против меня… Теперь я вижу, что значит быть комическим писателем. Малейший признак истины — и против тебя восстают, и не один человек, а целые сословия» (Собр. соч., 1950, т. 6, с. 232).

### Постановки в Российской империи
Возобновления: до 1870 в Александринском театре и до 1882 в Малом пьеса шла в первоначальной редакции, позже — в редакции 1842.
Среди исполнителей отдельных ролей в разные годы:
- Александринский театр: Городничий — А. А. Нильский, В. Н. Давыдов, К. А. Варламов, П. М. Медведев, И. М. Уралов; Мария Антоновна — М. Г. Савина; — Анна Андреевна — М. Г. Савина, Хлестаков — А. М. Максимов, А. Е. Мартынов, И. И. Монахов, Н. Ф. Сазонов, П. В. Самойлов, М. М. Петипа, Р. Б. Аполлонский — (1912 г.); Осип — П. В. Васильев, А. Е. Мартынов, К. А. Варламов, В. Н. Давыдов, П. М. Свободин. Одним из исполнителей Хлестакова в более поздних возобновлениях Александринского театра был Мартынов, про которого Л. Н. Толстой отмечал, что «Мартынов был первым настоящим Хлестаковым. Мартынов отверг традицию водевильного исполнения этой роли, шедшую от Н. О. Дюра, и создал реалистический образ Хлестакова, воплощавший пошлость, пустоту, ничтожество чиновничьего мира николаевской России»[21].
- Малый театр: Хлестаков — И. В. Самарин, С. В. Шумский, С. В. Васильев, М. А. Решимов, М. П. Садовский, H. К. Яковлев, А. А. Остужев, П. М. Садовский-младший, И. В. Самарин; Городничий — П. М. Садовский-старший, В. А. Макшеев, К. Н. Рыбаков, А. П. Ленский; Осип — П. М. Садовский-старший, В. А. Дмитревский, Н. М. Падарин.

14 апреля 1860 года — «Ревизор» был поставлен кружком писателей в Петербурге в пользу «Общества для пособия нуждающимся литераторам и учёным». Эта постановка особо интересна тем, что заняты в ней были не профессиональные актёры, а профессиональные литераторы. И трактовка образов в их исполнении, безусловно, заслуживает своеобразного интереса. Театральная энциклопедия частично называет исполнителей: Городничий — Писемский, Хлестаков — П. Вейнберг, Шпекин — Достоевский, Абдулин — Ф.
Кони (должен был играть Островский, но из-за болезни срочно был введён Ф. А. Кони), почётные лица города и полицейские — Д. В. Григорович, Н. А.
Некрасов, И. И. Панаев, И. С. Тургенев и др.).
К сожалению, информация об этой постановке сохранилась крайне скудная. Но что-то удалось найти. Исполнитель роли Хлестакова П. Вейнберг вспоминал: 

 …квартального соглашается играть только что начинающий литератор Сниткин, приобревший себе некоторую известность в лёгкой юмористической прессе под псевдонимом Аммоса Шишкина (и увы! умерший жертвою этого спектакля, потому что простудился на нём и схватил горячку); роль городничихи берёт на себя известная артистка, Ирина Семёновна Кони (бывшая Сандунова); все остальные роли распределяются уже между лицами из публики. <…> 

Достоевский — которого петербургская публика узнала уже много позже тоже как отличного чтеца — обнаружил и хорошее сценическое дарование. Я думаю, что никто из знавших Фёдора Михайловича в последние годы его жизни не может себе представить его — комиком, притом комиком тонким, умеющим вызывать чисто гоголевский смех; а между тем это было действительно так, и Достоевский — Шпекин был за немногими не важными исключениями безукоризнен… Прекрасна была И. С. Кони Анною Андреевною, и — смело могу сказать — до гениальности хорош студент здешнего университета, Ловягин, в роли Осипа; из всей массы виденных мною Осипов (а я однажды играл Хлестакова даже с Осипом-Мартыновым) Ловягину под пару мог бы быть разве только Садовский. 

Что касается собственно меня, то с исполнением роли Хлестакова связано у меня воспоминание, которое, думаю, не без интереса, если и с возражением, прочтут актёры, в репертуаре которых эта роль находится. 

Многих Хлестаковых видел я до тех пор, — видел и лучшего между ними, Алексея Максимова, — и у всех, даже у такого тщательнейшего «штудировщика» своих ролей, каким был Шумский, меня поражало исполнение сцены вранья после завтрака, совершенно не соответствовавшее, по моему мнению, тому положению, в которое в этой сцене поставил Хлестакова автор, не соответствовавшее не только с внутренней, но и с внешней стороны. Все Хлестаковы, каких я видел, повышали более или менее тон, рассказывая о своём управлении департаментом, но к концу монолога голос их начинал ослабевать, увлечение — и вообще не сильное — сменялось постепенным впадением в полупьяную дремоту, и слова: «ва… ва… вашество» — городничему приходилось обращать уже к человеку, почти задремавшему. Я находил такое исполнение фальшивым с двух, как сказано выше, сторон: с внутренней потому, что Хлестаков, — именно потому, что он Хлестаков, — раз вообразивши себя директором департамента с тридцатью тысячами курьеров к его услугам и видя, что его подобострастно слушают, должен непременно всё более и более закусывать удила, с полной, следовательно, невозможностью при этом перейти в полудремотное состояние; с внешней же стороны оттого, что у самого Гоголя, в конце этого монолога, после прерывающегося на половине слова «фельдмаршал» поставлено в ремарке, что Хлестаков «поскальзывается». Как же может поскользнуться человек, покойно сидящий в кресле? И естествен ли в городничем страх, доводящий его даже до потери способности связно произнести два слова перед человеком почти уснувшим, и уснувшим ещё, очевидно, от опьянения?.. Имея всё это в виду, я повёл сцену иначе: после слов: «извольте, я принимаю… но уж у меня…» и т. д. — я повышал тон с грозной интонацией, а через минуту после того уже вскакивал с места и, продолжая говорить грознее и грознее, принимал позу героически настроенного сановника, в которой и происходило «поскальзывание», не переходившее в падение потому, что городничий с несколькими чиновниками кидались на помощь… 

Очень может быть, что (как это весьма часто случается с актёрами) исполнение не соответствовало у меня замыслу, но замысел был совершенно ясен. Писемский на первой же репетиции вполне одобрил моё понимание этой сцены, сделав замечание только насчёт нескольких чисто внешних приёмов. Достоевский — вспоминаю это с удовольствием и понятною, полагаю, гордостью — пришёл в восторг. 

«Вот это Хлестаков в его трагикомическом величии!»- нервно заговорил он и, заметив нечто вроде недоумения на лицах стоявших тут же нескольких человек, продолжал: «Да, да, трагикомическом!.. Это слово подходит сюда как нельзя больше!.. Именно таким самообольщающимся героем — да, героем, непременно героем — должен быть в такую минуту Хлестаков! Иначе он не Хлестаков!..»

- Народный театр на Политехнической выставке в Москве (1872),
- Театр Корша (1882, Городничий — Писарев, Хлестаков — Далматов) и др. Среди исполнителей многократных возобновлений в Театре Корша: Городничий — В. Н. Давыдов, А. М. Яковлев, Б. С. Борисов, Хлестаков — Н. В. Светлов, Л. М. Леонидов, Н. М. Радин, А. И. Чарин.
- В 1896 году пьеса впервые была поставлена на азербайджанской сцене. Постановка была осуществлена любительской труппой из «Нариманова читальни», первой общедоступной библиотеки-читальни, созданной в 1894 году[24] в Баку[25]. Ввиду отсутствия актрис женские роли исполняли мужчины. Нариман Нариманов выступил в комедии в роли городничего[26].

- МХТ — 18 декабря 1908 (реж. Станиславский, Немирович-Данченко и Москвин, худ. Симов; Городничий — И. М. Уралов, Городничиха — О. Книппер-Чехова (роль считалась неудачей актрисы[27]), Хлестаков — А. Горев, Ст. Кузнецов, Бобчинский — И. Москвин, Добчинский — П. А. Павлов) — см. фотографию. Немая сцена.

Много постановок на провинциальной сцене.

### Из первых зарубежных постановок
- Париж — «Порт-Сен-Мартен» (1853), театр «Эвр» (1898), театр «Режан» (1907), Театр Елисейских полей (1925), театр «Ателье» (1948); Лейпцигский театр (1857)
- Берлин — Придворный театр (1895), «Шиллер-театр» (1902, 1908), Нем. театр (1907, 1950. 1952);
- Прага — Временный театр (1865), Национальный театр (1937), Реалистический театр (1951)
- Белград — Королевский театр (1870, 1889), Краковский театр (1870);
- Вена — «Бургтеатр» (1887, 1894), «Йозефштадттеатр» (1904), Свободный театр (1907), театр «Скала» (1951). «Фолькстеатр» (1957);
- Брюссель — «Нуво театр» (1897), Королевский театр (1899);
- Дрезден — Придворный театр (1897), Шведский театр, Гельсингфорс (1903);
- Лондон — «Стейдж театр» (1906), «Барнс театр» (1926);
- Варшавская филармония (1907)

мн.др.

### Постановки в Советском Союзе

Виктор Лукин в роли Держиморды (1952 год) Псковский академический театр драмы имени А. С. Пушкина

- Ленинградский Академический театр драмы — 1918 (Городничий — Уралов, Хлестаков — Горин-Горяинов и Вивьен, Осип — Судьбинин), 1920; 1927 (реж. Н. Петров; Городничий — Малютин), 1936 (реж. Сушкевич, худ. Акимов; Хлестаков — Бабочкин, Осип — Черкасов), 1952 (реж. Вивьен; Городничий — Толубеев, Хлестаков — Фрейндлих).
- Малый театр — (реж. Платон; Городничий — Правдин, Хлестаков — Остужев), 1922; 1925 (Городничий и Хлестаков — Ст. Кузнецов), 1938 (реж. Л. Волков, худ. Юон; Городничий — Н. Яковлев, Хлестаков — В. Мейер); 1949 (постановка Вениамина Цыганкова, Городничий — Ф. Григорьев, Хлестаков — Ильинский, Земляника — Рыжов, Ляпкин-Тяпкин — Ржанов, Шпекин — Любезнов, Бобчинский — Светловидов, Добчинский — Оленев, Мария Антоновна — Хорькова, унтер-офицерша — Орлова, трактирный слуга — Сергеев, Хлопов — Сашин-Никольский, Анна Андреевна — А. Ф. Синельникова и Пошлепкина — Панкова[28]); в более поздних постановках (1951-52 и 1966) Ильинский исполнял роль Городничего. Очередная премьера 24 марта 1966 года (режиссёр и исполнитель Городничего И.Ильинский; оформлял Э. Г. Стенберг; композитор Н.Пейко, в 1974 году этот спектакль был показан в двухсотый раз). В постановке Ильинского немую сцену замыкала бесконечная череда картонных кукольных повторений живых актёров. Сама театральная сцена с актёрами уходила вниз, а за ней спускались сверху бесчисленные Городничие, градоначальники городков и городов, в окружении своих таких же бесчисленных чиновников. Пьеса настолько часто и успешно проходила на сцене Малого театра, что театр на своём сайте посвятил страницу своим постановкам «Ревизора» (см. фотографии из разных постановок Малого театра). Из книги Ю. А. Дмитриева «Академический Малый театр. 1944—1995»: Постановка 1952 года: У Сашина-Никольского за физической немощью очевидно проглядывал старческий маразм. Анна Андреевна — Синельникова, томная и жеманная, может в одну минуту превратиться в грубую, вульгарную бабу. Что же касается слесарши Пошлёпкиной, то, по мнению критика, актриса Панкова добилась «сочетания гоголевской гиперболы с полнейшей реалистической достоверностью образа. Она доносила до зрителя отголоски народных мещанских низов города, захолустья, потерявших человеческий облик под непосильным гнётом и обманом в невежественной, грубой жизни». Начиная с января 1952 года в роли Городничего, отказавшись от роли Хлестакова, начал выступать И.Ильинский (роль Хлестакова перешла к Н.Афанасьеву).
Постановка Ильинского 1966 года: Реплику «Чему смеётесь, над собой смеётесь» Городничий (его играл Ильинский) обращал в зрительный зал. Что же касается «Немой сцены», то здесь использовался приём, когда-то предложенный Мейерхольдом, — живые персонажи заменялись куклами[28]).
- 1921 (премьера — 8 октября) — МХАТ, постановка Станиславского, худ. Юон; Городничий — Москвин, Анна Андреевна — Лилина, Мария Антоновна — Коренева, Хлопов — Шахалов, Жена его — Раевская, Ляпкин-Тяпкин — Леонидов, Земляника — Лужский, Шпекин — Готовцев, Добчинский — Г. В. Серов, Бобчинский — Л. Н. Булгаков, Хлестаков — Михаил Чехов, Осип — Грибунин, Люлюков — С. В. Азанчевский, Ростаковский — Бурджалов, Коробкин — Н. Баталов, Гибнер, лекарь — Тамиров, Уховертов — Вишневский, Слуга трактирный — В. Ключкарёв, Добронравов. Об этой постановке современники говорили с восторгом. В частности театровед и драматург А. И. Пиотровский:«Хлестаков Чехова — настоящий художественный подвиг, это одна из тех ролей, которые изменяют весь спектакль, ломают привычное его понимание и сложившиеся традиции» (Пиотровский Адр., Ленингр. правда. 1923. 25 мая)[29]. Театровед и критик Ю. В. Соболев выразил преобладающее мнение:«Быть может, в первый раз за все те восемь десятилетий, которые насчитывает сценическая история „Ревизора“, — на русской сцене явлен, наконец-то! — тот Хлестаков, о котором писал сам Гоголь…» (Соболев Ю. В. МХАТ и его студии // Вестн. театра. 1921. № 91/92. С. 12)[29]
- 1924 — Театр им. МГСПС (реж. В. М. Бебутов; Городничий — И. Н. Певцов, Хлестаков — Ст. Л. Кузнецов)
- 1926 — ГосТиМ (премьера — 9 декабря, постановка Мейерхольда, Хлестаков — Эраст Гарин и Сергей Мартинсон. В других ролях: Городничий — П. И. Старковский, Анна Андреевна — З. Н. Райх, Марья Антоновна — М. И. Бабанова, Судья — М. В. Карабанов, Хлопов — А. В. Логинов, Земляника — В. Ф. Зайчиков, Почтмейстер — М. Г. Мухин, Добчинский — Н. К. Мологин, Бобчинский — С. В. Козиков, Гибнер — А. А. Темерин, Осип — С. С. Фадеев, Слесарша — Н. И. Твердынская, Унтер-офицерша — М. Ф. Суханова, Хлопова — Е. А. Тяпкина.

Великий спектакль XX века:
Вставки заимствовались не только из первичных редакций пьесы, но и из других произведений Гоголя. Так в первый монолог Хлестакова был введён рассказ о карточной игре из «Игроков», а в сцене вранья к его рассказу о красоте влюбившейся в него графини (взятой из ранних редакций пьесы) была присоединена реплика Кочкарёва из «Женитьбы»: «А нос! Я не знаю, что за нос! Белизна лица просто ослепительна. Алебастр! Да и алебастр не всякий сравнится. Так у ней и то.. и то… Изрядный коленкор!». Эта фраза решалась в спектакле как смелый комплимент городничихе. Был введён образ Заезжего офицера — некоего постоянного спутника-двойника Хлестакова, сопровождавшего её на протяжении всего спектакля. Монологи действующих лиц были переведены в рассказы, обращённые к слушателям, не предусмотренным текстом пьесы. Так, Заезжий офицер — слушатель монологов Хлестакова, а хохотунья поломойка в гостинице выслушивает рассказы Осипа о петербургском житье. Эта сцена по замыслу режиссёра заканчивалась вокальным дуэтом «Молодой, красивый, любовью занятый…». Среди других вводных персонажей был «Голубой гусар» — воздыхатель Анны Андреевны, кадет, влюблённый в Марью Антоновну, военные и штатские поклонники городничихи, сыщик, курьер, заимствованные из ранних редакций «Ревизора» полицейский Кнут, супруги Погоняевы и чета Мацапур. Расширены были образы Авдотьи и Парашки — прислуги в доме городничего.

Из статьи «Чему смеётесь? Над собой смеётесь», автор А. М. Воронов:
«Ревизор» В. Э. Мейерхольда, увидевший свет в 1926 году на сцене ГОСТИМа, был полностью решён как иррационально-мистическое зрелище (неслучайно К. С. Станиславский, посмотрев спектакль, заметил, что Мейерхольд «из Гоголя сделал Гофмана»). В первую очередь, это решение было связано с трактовкой центральной роли. Эраст Гарин, как и Михаил Чехов, играл Хлестакова, прежде всего, гениальным лицедеем, на протяжении спектакля сменявшим множество масок. Однако за этими бесконечными трансформациями не было ни своего лица, ни малейших признаков живой человеческой души — одна лишь холодная пустота. <…> Городничего со свитой настигало не просто известие о приезде настоящего ревизора, а удар Рока, на мгновение вспыхнувшего, подобно молнии. Настолько велик был этот ужас перед лицом разверзшейся бездны, что герои мейерхольдовского спектакля окаменели в самом прямом смысле этого слова — в финале на сцене оказывались не актёры, а их куклы, выполненные в натуральную величину".

Такая неординарная постановка послужила поводом для шуток: так, например, в книге «Весёлые проекты» Михаил Зощенко писал:
«Принцип вечного движения близок к разрешению. Для этой благородной цели можно использовать вращение Гоголя в своей могиле по поводу постановки его „Ревизора“ нашим гениальным современником».
Явная аллюзия на мейерхольдовскую постановку есть и в фильме 12 стульев Леонида Гайдая: в «Театре Колумба» ставится авангардный «Ревизор», в котором критики и зрители пытаются углядеть «глубокий смысл» (в оригинальном романе Двенадцать стульев театр ставил авангардную версию пьесы Гоголя «Женитьба»).
- 1927 — Театр Ленинградского «Дома печати» (премьера — 9 апреля, режиссёр Игорь Терентьев, оформили спектакль художники «Мастерской аналитической живописи» Павла Филонова. Вторую редакцию спектакля спустя год оформлял Эдуард Криммер, ученик К. Малевича. Со второй редакцией летом 1928 года театр «Дома Печати» отправился на гастроли в Москву. В 1929 году в Херсоне он создает передвижной театр «Соціалістичне змагання» («СОЗ»). В помещении Государственного театра имени А. В. Луначарского в октябре того же года состоялась премьера спектакля «Инкогнито» — третьей версии самого скандального «Ревизора» 1920-х гг.
- 1934 — Колхозно-совхозный театр Леноблисполкома (реж. П. П. Гайдебуров).
- 1939 — Театр имени Е. Б. Вахтангова (реж. Захава, худ. Вильямс; Городничий — А. Горюнов, Хлестаков — Р. Симонов, Анна Андреевна — Е. Г. Алексеева, Марья Антоновна Г. Пашкова.
- 1951 — Центральный театр Советской Армии (реж. А. Д. Попов, худ. Н. А. Шифрин; Городничий — Б. А. Ситко, Хлестаков — А. А. Попов, Осип — Н. А. Константинов).
- 1972 — Большой драматический театр им. Горького — постановка Георгия Товстоногова, Городничий — Кирилл Лавров, Хлестаков — Олег Басилашвили, Осип — Сергей Юрский
- 1982 — Московский театр Сатиры — постановка Валентина Плучека, Хлестаков — Андрей Миронов, городничий — Анатолий Папанов
- 1983 — Московский театр «Современник», постановка Валерия Фокина, городничий — Валентин Гафт, Хлестаков — Василий Мищенко.
- 1984 — Театр-студия на Юго-Западе, постановка Валерия Беляковича, Хлестаков — Виктор Авилов, городничий — Сергей Белякович.
- 1985 — Малый театр, постановка: Виталий Соломин (он же в роли Хлестакова) и Евгений Весник (он же в роли городничего).

### Постановки в Российской Федерации
- 1993 — Театр на Покровке, режиссёр Арцыбашев Сергей Николаевич
- 1996 — «Хлестаков» Московский драматический театр им. К. С. Станиславского, режиссёр Владимир Мирзоев, Хлестаков — Максим Суханов.

Авторы постановки превратили весь уездный город — символ России — в тюремную зону. А. М. Воронов о спектакле: 
«Уездный город» в декорациях Павла Каплевича оказывается обыкновенной тюрьмой с двухъярусными кроватями, накрытыми казёнными стёгаными одеялами. Дух экстремизма и уголовщины витает во всех героях спектакля, находя своё гипертрофированное выражение именно в Хлестакове, для которого всё приключение в уездном городе — точно последняя остановка на пути в преисподнюю. Когда наступает время покидать «гостеприимную казарму», — Хлестаков не уходит сам. Его, враз обмякшего и обессилевшего, сажает на мусорный мешок и увозит прочь Осип (Владимир Коренев), благодаря белому халату и восточному головному убору вызывающий стойкие ассоциации с Вечным Жидом. Дьявол сделал своё дело — дьяволу больше незачем оставаться в этом сером, замызганном и заплёванном мире, где давно не осталось ничего святого".
- 2002 — Театр имени Е. Б. Вахтангова, постановка Римаса Туминаса, Городничий — Сергей Маковецкий, Хлестаков — Олег Макаров
- 2002 — Александринский театр, постановка Валерия Фокина, Хлестаков — Алексей Девотченко, Городничий — Сергей Паршин
- 2006 — Малый театр — постановка Ю. М. Соломин, В. Е. Фёдоров, Городничий — А. С. Потапов, Хлестаков — Д. Н. Солодовник, C. В.Потапов
- 2007 — Театр им. Маяковского, постановка Сергея Арцибашева, Городничий — Александр Лазарев, Хлестаков — Сергей Удовик
- 2007 — Государственный молодёжный театр Алтая им. В. С. Золотухина, постановка Валерия Золотухина, Городничий — Валерий Золотухин, Хлестаков — Эдуард Коржов[33]
- 2010 — Московский Театр на Малой Бронной, постановка Сергея Голомазова, Городничий — Леонид Каневский, Хлестаков — Даниил Страхов[34]
- 2010 — Пензенский областной драматический театр, постановка Валерия Беляковича, Городничий — Сергей Казаков, Хлестаков — Владимир Карпов
- 2011 — Омский государственный театр куклы, актёра, маски «Арлекин» в постановке Марины Глуховской
- 2013 — Тамбовский государственный театр кукол, постановка Артема Томилова, городничий — Виктор Булгаков, Хлестаков — Ксения Миронова[35]
- 2016 — Русский драматический театр «Мастеровые», режиссёр Денис Хуснияров, городничий — Дмитрий Томилов, Хлестаков — Алексей Ухов[36]
- 2017 — Театр «Et cetera», режиссёр Роберт Стуруа, Городничий — Владимир Скворцов, Хлестаков — Александр Калягин
- 2018 — Санкт-Петербургский театр «Суббота», режиссёр Андрей Сидельников, Городничий — Максим Крупский, Хлестаков — Владислав Демьяненко
- 2022 — (оригинальное название спектакля «Р») Московский театр «Сатирикон», режиссёр Юрий Бутусов, Городничий —Тимофей Трибунцев, Хлестаков — Константин Райкин
- 2022 — Лабардан-с, Студия театрального искусства, режиссёр - Сергей Женовач.[37]

Все современные постановки комедии «Ревизор» подчёркивают её актуальность новому времени. После сочинения пьесы прошло почти два века, однако всё говорит о том, что это гоголевское произведение о произошедшем обыденном случае в русском уездном городке ещё долго не будет сходить с подмостков театров России, где по-прежнему процветает казнокрадство, взяточничество, чинопочитание, равнодушие, безжалостность, грязь, провинциальная скука и возрастающая централизация — пирамида власти, вертикаль, — когда любой проезжающий мимо столичный пройдоха воспринимается всемогущим большим начальником. А сам образ Хлестакова всегда соответствует духу времени.

### Экранизации
| Год  | Страна                | Название                | Режиссёр          | Примечание                                                                                          |
| ---- | --------------------- | ----------------------- | ----------------- | --------------------------------------------------------------------------------------------------- |
| 1932 | Веймарская республика | Город стоит на голове   | Густаф Грюндгенс  | Вольная экранизация, действие перенесено в Германию 1930-х годов.                                   |
| 1933 | Чехословакия          | Ревизор                 | Мартин Фрич       | |
| 1949 | США                   | Ревизор                 | Генри Костер      | Музыкальная комедия, где от сюжета осталась только общая канва.                                     |
| 1952 | СССР                  | Ревизор                 | Владимир Петров   | |
| 1962 | Италия                | Ревущие годы            | Луиджи Дзампа     | Действие перенесено в Италию 1930-х годов; в советском прокате под названием «Инспектор инкогнито». |
| 1977 | СССР                  | Инкогнито из Петербурга | Леонид Гайдай     | |
| 1981 | СССР                  | Брелок с секретом       | Вера Токарева     | Вольная интерпретация, действие перенесено в СССР 1980-х годов.                                     |
| 1982 | СССР                  | Ревизор                 | Валентин Плучек   | Телеспектакль.                                                                                      |
| 1996 | Россия                | Ревизор                 | Сергей Газаров    | |
| 2014 | Россия                | День дурака             | Александр Баранов | Вольная интерпретация, действие перенесено в Россию 2000-х годов.                                   |

## Культурное влияние

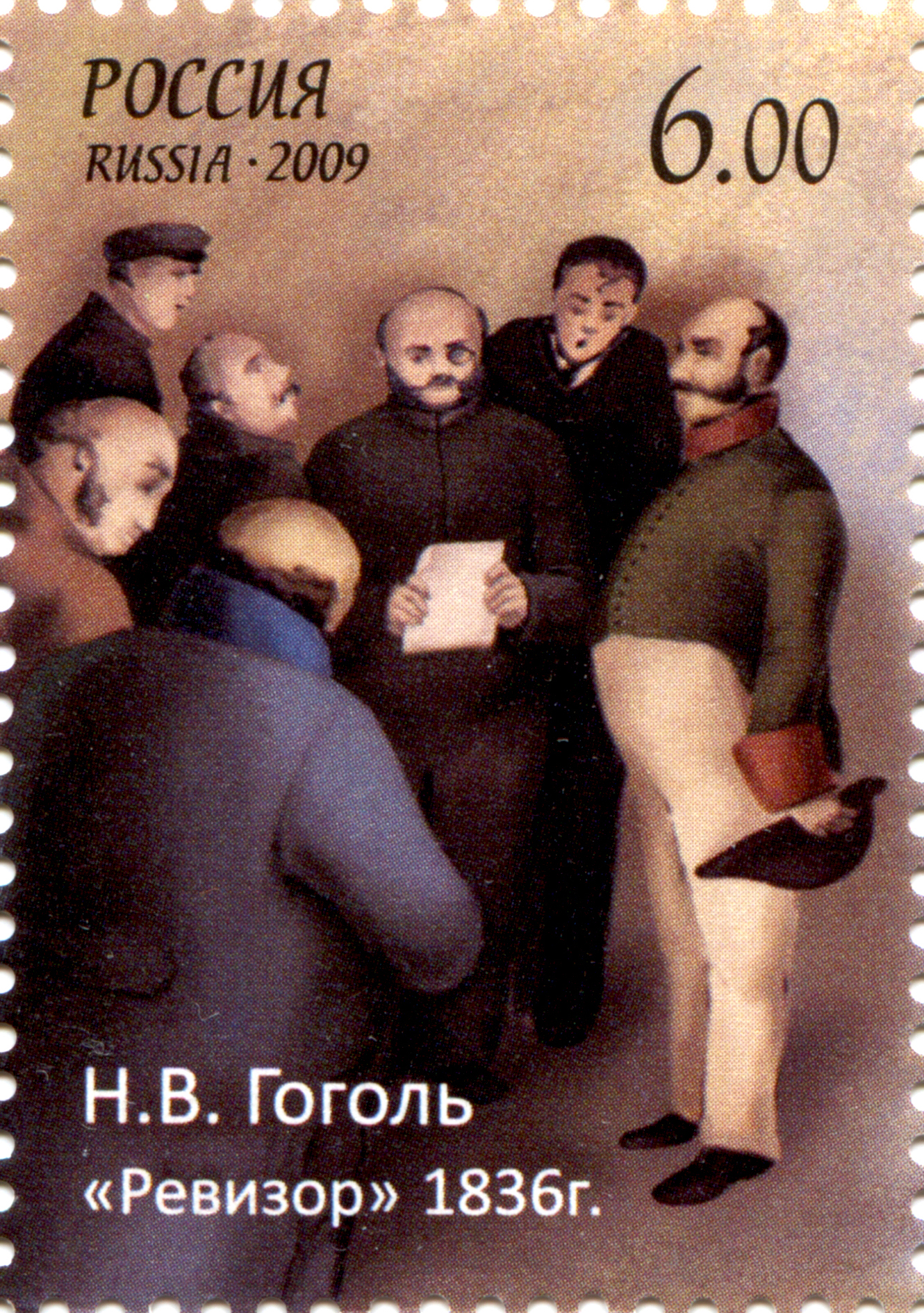
Почтовая марка России, посвящённая 200-летию со дня рождения Н. В. Гоголя, 2009

Комедия оказала значительное влияние на русскую литературу в целом и драматургию в частности. Современники Гоголя отмечали её новаторский стиль, глубину обобщения и выпуклость образов. Произведением Гоголя сразу после первых чтений и публикаций восхищались Пушкин, Белинский, Анненков, Герцен, Щепкин. Драматургия Гоголя, особенно «Ревизор», повлияла на формирование русской реалистической драматургии, в частности, отсутствие положительных персонажей. Как отмечает Д. С. Мирский, по стопам Гоголя в «Ревизоре» шёл Островский в пьесе «Свои люди — сочтёмся», не только не изобразив ни одного симпатичного персонажа, но и убрав «поэтическое правосудие, карающее порок» (однако Мирский же пишет, что в остальном реализм Островского противоположен реализму Гоголя). Традициями гоголевского фарса пользовался А. Ф. Писемский в своих первых комедиях. Александр Сухово-Кобылин будет развивать гоголевские приёмы карикатуры и гротеска в последних двух пьесах трилогии «Картины прошедшего» («Дело» и «Смерть Тарелкина»), сохранив торжество порока.

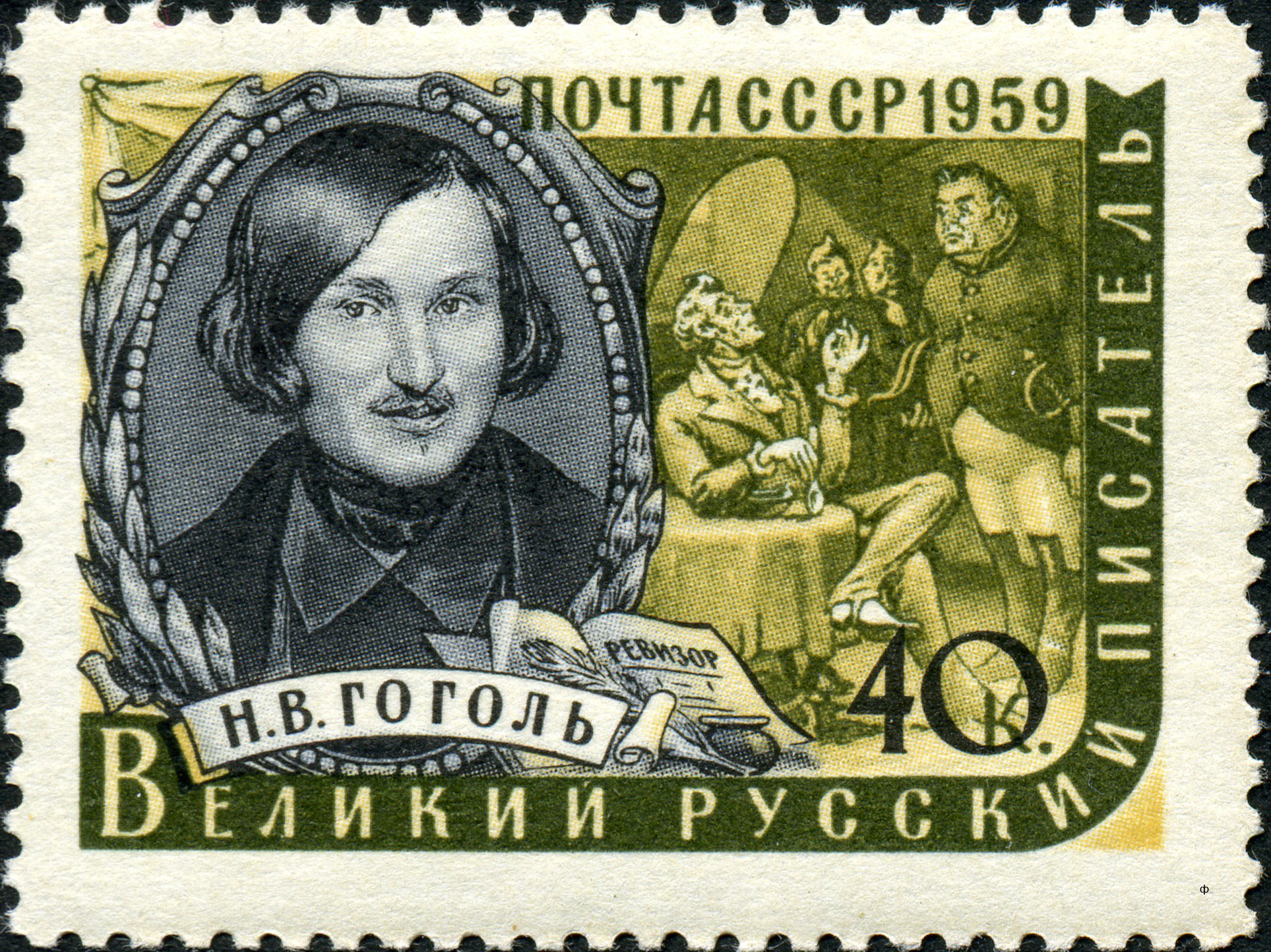
Сцена из комедии на почтовой марке 1959 года

Известный русский критик Владимир Васильевич Стасов писал:
Некоторые из нас видели тогда тоже и «Ревизора» на сцене. Все были в восторге, как и вся вообще тогдашняя молодёжь. Мы наизусть повторяли […] целые сцены, длинные разговоры оттуда. Дома или в гостях нам приходилось нередко вступать в горячие прения с разными пожилыми (а иной раз, к стыду, даже и не пожилыми) людьми, негодовавшими на нового идола молодёжи и уверявшими, что никакой натуры у Гоголя нет, что это всё его собственные выдумки и карикатуры, что таких людей вовсе нет на свете, а если и есть, то их гораздо меньше бывает в целом городе, чем тут у него в одной комедии. Схватки выходили жаркие, продолжительные, до пота на лице и на ладонях, до сверкающих глаз и глухо начинающейся ненависти или презрения, но старики не могли изменить в нас ни единой чёрточки, и наше фанатическое обожание Гоголя разрасталось всё только больше и больше.
Первый классический критический разбор «Ревизора» принадлежит перу Виссариона Белинского и был опубликован в 1840 году. Критик отметил преемственность сатиры Гоголя, берущей своё творческое начало в произведениях Фонвизина и Мольера. Городничий Сквозник-Дмухановский и Хлестаков — не носители отвлечённых пороков, а живое воплощение морального разложения российского общества в целом.
В «Ревизоре» нет сцен лучших, потому что нет худших, но все превосходны, как необходимые части, художественно-образующие собою единое целое, округлённое внутренним содержанием, а не внешнею формою, и потому представляющее собою особный и замкнутый в самом себе мир
.
Фразы из комедии стали крылатыми, а имена героев нарицательными в русском языке.
Комедия «Ревизор» входила в литературную школьную программу ещё во времена СССР и по сей день остаётся ключевым произведением русской классической литературы XIX века, обязательным для изучения в школе.

## Интересные факты
- В переводе пьесы на персидский язык жену городничего заменили на вторую дочь, так как ухаживание за замужней женщиной в Иране карается смертной казнью[44].
- В первой редакции пьесы была маленькая роль полицейского, на которую в самой первой постановке пьесы был назначен актёр (по другим источникам — монтировщик сцены) по фамилии Прохоров. Этот человек злоупотреблял алкоголем, так что во время репетиций, когда дело доходило до его выхода, на вопрос «А где Прохоров?» постоянно звучал ответ «Прохоров пьян». В конце концов Гоголю это надоело, и он вычеркнул из пьесы всю эту роль, оставив вместо неё только диалог:

ГОРОДНИЧИЙ. А Прохоров пьян?
ЧАСТНЫЙ ПРИСТАВ. Пьян.

- М. И. Будыко отмечает, что монологи Хлестакова содержат много реальных фактов из жизни А. С. Пушкина[46].
- В городе Устюжна в 2021 году установлена скульптурная композиция, изображающая персонажей из гоголевского «Ревизора», в составе которой бронзовые фигуры Хлестакова и городничего, а также выполненные по мотивам известных иллюстраций к произведению плоские силуэты остальных персонажей комедии. По утверждению авторов, композиция с героями «Ревизора» — первая не только в России, но и в мире. Здесь же и скульптура «Призрак Гоголя»: сидящий на скамье бронзовый автор комедии, который держит в руке письмо Пушкина с рассказом о забавной истории в уездном городе Устюжна, словно бы наблюдает из театральной ложи за тем, что происходит на сцене[47]. 20 апреля 2023 года на аукцион «Литфонд» был выставлен экземпляр книги «Ревизор» 1836 года со стартовой ценой в 7 млн 500 тысяч рублей[48]. Книга принадлежала актёру Александру Нильскому и содержит множество рукописных пометок[49].